# 內利斯頓 (紐約州)
內利斯頓（英語：Nelliston）是位於美國紐約州蒙哥馬利縣的村。

## 人口
根據2020年美國人口普查的數據，內利斯頓的面積為3.10平方千米，當中陸地面積為2.86平方千米，而水域面積為0.23平方千米。當地共有人口555人，而人口密度為每平方千米179人。